# Galatella punctata
Galatella punctata là một loài thực vật có hoa trong họ Cúc. Loài này được (Waldst. & Kit.) Nees mô tả khoa học đầu tiên năm 1832.